# Ansigtsblindhed
Prosopagnosi (af græsk Prosop ‘ansigt’ og agnosia ‘uvidenhed’) er en kognitiv nedsættelse af ansigtsperceptionen, hvorved evnen til at genkende andre individer ud fra deres ansigter hæmmes - heraf kommer også navnet ansigtsblindhed. Denne nedsættelse kan medføre flere sociale problematikker, idet at den udsatte i nogle tilfælde ikke kan genkende selv den nærmeste omgangskreds (forældre, børn, kone, etc.). Der er dog muligheden for at adskille folk fra hinanden, gennem genkendelse af personlige karakteristika, såsom ansigtstræk (hårlinje, skævhed i næse, store ører, etc.), stemme, hår, tøj, speciel måde at gå, eller lignende. Dog er det stadig muligt at fejlidentificere individer, hvis disse karakteristika ændres eller er kamufleret.

## Typer

### Erhvervet prosopagnosi
En person har erhvervet prosopagnosi, når lidelsen er opstået efter et neurologisk event i hjernen, som eksempelvis kan være sket ved en ulykke. Lidelsen kan opstå selvom personen stadigvæk har en relativt intakt hukommelse og perception, samt normal intelligens.
Selvom en manglende evne til genkende ansigter er det, der kendetegner prosopagnosi, kan erhvervet prosopagnosi ses sammen med lignende lidelser, som en mistet evne til eksempelvis at genkende dyr. Disse lignende lidelser kan afhænge af størrelsen og den præcise placering af hjerneskaden, som har forårsaget prosopagnosi.

### Medfødt prosopagnosi
Medfødt prosopagnosi kan tage længere tid at opdage, da nogle personer med lidelsen er i stand til at  udvikle andre metoder til at genkende folk, som eksempelvis at genkende folk ud fra hårgrænsen eller øjenbrynene alene. Andre personer kan dog have en værre grad af medfødt prosopagnosi, som gør, at de ikke kan genkende enkelte ansigtstræk, ikke kan afkode ansigtsudtryk, køn eller bedømme tiltrækningskraft.
For at diagnosticere prosopagnosi udføres der ofte computer-baserede tests af ansigtsgenkendelse, heriblandt kan “Cambridge Face Memory Test” og “Cambridge Face Perception Test” benyttes. Ved førstnævnte skal patienten identificere et udvalgt ansigt ud fra tre muligheder. Ved sidstnævnte skal patienten arrangere en række af ansigter i forhold til hvor stor lighed der er til et udvalgt ansigt.

### Årsag til prosopagnosi
Som tidligere nævnt opstår erhvervet prosopagnosi som en konsekvens af en hjerneskade. Prosopagnosi er blevet diagnosticeret ved patienter, der har fået en hjerneskade som følge af en trafikulykke eller en hjerneblødning/blodprop.
Ansigtsgenkendelse er relateret til et område i hjernebarken, kaldet det occipitale ansigtsområde (OFA), der er specialiseret i perception af ansigter. Dette område sender information videre til ansigtsområdet på den fusiforme gyrus (FFA), der også aktiveres ved perception af ansigter. Derfor antages det, at der specielt ved skader i disse områder sker en forringelse af hjernens perception af ansigter, som kan resultere i prosopagnosi.
Erhvervet prosopagnosi ses ofte som følge af skader i de bilaterale og nogle gange det unilaterale visuelle cortex.
Patienter med medfødt prosopagnosi har modsat patienter med erhvervet prosopagnosi ikke nogen tydelig skade i den fusiforme gyrus. Dog har nylige studier vist, at patienter med medfødt prosopagnosi har en lille ændring i hjernens forbindelser i det hvide stof  i dette område.

## Behandling
Der er lavet få studier med succes, i behandling af ansigtsgenkendelsesevnen, hos patienter med prosopagnosi. Hertil er der to studier (DeGutis, Bentin, Robertson, & D’Esposito, 2007; DeGutis et al., 2014), hvor der er blevet forsøgt at genoptræne evnen til ansigtsgenkendelse hos et barn med prosopagnosia. Gennem 14 sessioner, strækkende over en måned, med fokus på træning af bestemte ansigters definitive karakteristika (køn, ansigtstræk, alder, etc.), kunne man se en signifikant forbedring i barnets evne til at genkende de indlærte trænede ansigter og herfra bibeholde denne genkendelse til en opfølgning tre måneder senere. Desværre kunne dette ikke overføres til hverdags problemstillinger, men kunne fungere som eksperimentelt eksempel på hvordan man kunne indlære bestemte personer.
I et studie af Bate, Cook, Duchaine, Tree, Burns og Hodgson (2014), blev der undersøgt om der var en mulig sammenhæng mellem ansigtsgenkendelsesevnen og indflydelsen af hormonet oxytocin. Gennem forsøg med 10 personer med prosopagnosi og 10 kontrolpersoner, kom de frem til at inhalering af oxytocin, midlertidigt kunne forbedre ansigts genkendelse hos deltagerne prosopagnosi. Yderligere kom de frem til, at oxytocin kunne forbedre ansigtsopfattelsen, både hos personer med og uden prosopagnosi. 
På trods at der er studier der har undersøgt behandlingsmuligheder hos personer med prosopagnosi, er der ikke en specifik behandling hertil, men mulighed for at træne og forbedre evnen til at genkende specifikke personer ud fra genkendelige karakteristika.